# Kanton Guidel
Der Kanton Guidel (bretonisch Kanton Gwidel) ist seit 2015 ein französischer Wahlkreis im Arrondissement Lorient, im Département Morbihan und in der Region Bretagne. Sein Hauptort ist Guidel. 

## Lage
Der Kanton Guidel liegt im Zentralen Süden des Départements Morbihan.

## Geschichte
Der Kanton entstand am 22. März 2015 aufgrund der Neuordnung der Kantone in Frankreich. Alle sechs Gemeinden des früheren Kantons Plouay, vier von sechs Gemeinden des Kantons Pont-Scorff und die Gemeinde Inzinzac-Lochrist aus dem Kanton Hennebont bilden die neue Verwaltungseinheit. 

## Gemeinden
Der Kanton besteht aus elf Gemeinden mit insgesamt 42.591 Einwohnern (Stand: 1. Januar 2022) auf einer Gesamtfläche von 420,22 km²:
| Gemeinde          | Bretonisch     | Einwohner (2022) | Fläche (km²) | Code postal | Code Insee |
| ----------------- | -------------- | ---------------- | ------------ | ----------- | ---------- |
| Bubry             | Bubri          | 2.262            | 69,09        | 56310       | 56026      |
| Calan             | Kalann         | 1.267            | 12,29        | 56240       | 56029      |
| Cléguer           | Kleger         | 3.404            | 32,15        | 56620       | 56040      |
| Gestel            | Yestael        | 2.569            | 6,25         | 56830       | 56063      |
| Guidel            | Gwidel         | 12.236           | 52,29        | 56520       | 56078      |
| Inguiniel         | An Ignel       | 2.196            | 51,40        | 56240       | 56089      |
| Inzinzac-Lochrist | Zinzag-Lokrist | 6.631            | 44,67        | 56650       | 56090      |
| Lanvaudan         | Lanvodan       | 809              | 18,30        | 56240       | 56104      |
| Plouay            | Ploue          | 5.779            | 67,33        | 56240       | 56166      |
| Pont-Scorff       | Pont-Skorf     | 4.015            | 23,50        | 56620       | 56179      |
| Quistinic         | Kistinid       | 1.423            | 42,95        | 56310       | 56188      |
| Kanton Guidel     | Gwidel         | 42.591           | 420,22       | -           | 5605       |